# Nils Diederich
Nils Diederich (nascido a 6 de maio de 1934) é um político e cientista político do Partido Social-Democrata da Alemanha (SPD). Ele serviu como membro do Bundestag alemão de 1976 a 1987 e de 1989 a 1994. Ele é professor emérito de ciências políticas, com foco em sociologia política, na Universidade Livre de Berlim. Diederich formou-se em economia e ingressou no SPD em 1952. No Bundestag, foi membro dos comités de finanças e orçamento.